# Jack Egers
John Richard „Jack“ Egers (* 28. Januar 1949 in Sudbury, Ontario; † 10. September 2021 in Woodstock, Ontario) war ein kanadischer Eishockeyspieler, der im Verlauf seiner aktiven Karriere zwischen 1966 und 1977 unter anderem 316 Spiele für die New York Rangers, St. Louis Blues und Washington Capitals in der National Hockey League (NHL) auf der Position des rechten Flügelstürmers bestritten hat. Egers zeichnete für das erste spielentscheidende Tor in der Franchise-Geschichte der Washington Capitals verantwortlich. Sein jüngerer Bruder Gerry Egers war ebenfalls professioneller Eishockeyspieler, aber ausschließlich in der International Hockey League (IHL) aktiv.

## Karriere
Egers verbrachte den Beginn seiner Juniorenkarriere zunächst zwischen 1964 und 1966 in der unterklassigen Central Ontario Junior Hockey League (COJHL), wo er in seinem zweiten Jahr bei den Kitchener Greenshirts den Sunderland Cup gewann. Nachdem der Stürmer bereits in der Saison 1965/66 erste Einsätze für die Kitchener Rangers in der höherklassigen Juniorenklasse der Ontario Hockey Association (OHA-Jr.) absolviert hatte und im NHL Amateur Draft 1966 in der vierten Runde an 20. Position von den New York Rangers aus der National Hockey League (NHL) ausgewählt worden war, spielte er ab der Saison 1966/67 fest bei den Kitchener Rangers. Dort war er ebenfalls zwei Spielzeiten lang aktiv. Und nachdem ihm in seinem ersten Jahr lediglich 27 Scorerpunkte gelungen waren, steigerte sich der 19-Jährige in seiner zweiten Saison um mehr als das Dreifache auf 90 Punkte. Damit belegte er in der Scorerwertung den sechsten Rang und seine 53 Tore waren der Ligabestwert, der ihm einen Platz im First All-Star Team bescherte.
Die New York Rangers holten ihre Draftwahl daraufhin zur Saison 1968/69 in den Profibereich, schickten ihn aber zur Eingewöhnung zunächst zu ihrem Farmteam, den Omaha Knights, in die Central Hockey League (CHL). Für die Knights erreichte Egers in seiner Rookiesaison 65 Punkte in 66 Spielen., steigerte sich im folgenden Jahr dann abermals auf 96 Punkte in 73 Partien. Der Kanadier schloss die Saison 1969/70 sowohl als Topscorer und bester Torschütze der gesamten Liga ab. Schlussendlich führte er die Knights zum Gewinn des Adams Cup und er wurde für seine Leistungen erstmals in die NHL in den Kader der New York Rangers berufen. Im Verlauf der Stanley-Cup-Playoffs 1970, in denen er in fünf Spielen vier Scorerpunkte sammelte, erhielt er für die folgende Saison einen Stammplatz bei den Rangers. Diesen behielt der Angreifer bis Mitte November 1971, ehe er gemeinsam mit André Dupont und Mike Murphy zu den St. Louis Blues transferiert wurde, die im Gegenzug Gene Carr, Jim Lorentz und Wayne Connelly nach New York abgaben.
In Diensten der St. Louis Blues absolvierte Egers zwischen 1971 und 1973 seine beiden mit Abstand erfolgreichsten NHL-Spielzeiten. Zwar verpasste er die Marke von 50 Punkten jeweils knapp, aber knackte – ine einer Sturmreihe mit Mike Murphy und Garry Unger – in beiden Jahren die Marke von 20 Toren deutlich. Durch die Leistungen ihres Ex-Spielers angetan, holten die Rangers den Offensivspieler Ende Oktober 1973 im Tausch für Glen Sather und Nachwuchsspieler René Villemure zurück nach New York. Dort konnte er jedoch nicht daran anknüpfen und blieb von seinem Team daher für den NHL Expansion Draft 1974 ungeschützt, wo ihn schließlich die neu gegründeten Washington Capitals auswählten. Trotz seines Alters galt Egers als einer der Führungsspieler des Teams, was er mit dem ersten spielentscheidenden Tor der Franchise-Geschichte untermauerte. Aufgrund von erheblichen Rückenbeschwerden, die eine Operation an den Bandscheiben erforderlich machten, bestritt der 25-Jährige allerdings nur 14 Spiele in dieser Saison. Da auch die Operation keine deutliche Verbesserung brachte, war Egers während der Saison 1975/76 dazu gezwungen, seine Profikarriere frühzeitig zu beenden.
In der Folge bestritt er noch eine Saison in der Amateurklasse der Ontario Hockey Association (OHA-Sr.), in der er mit den Brantford Alexanders den Allan Cup gewann und als wertvollster Spieler ausgezeichnet wurde, ehe er sich vollends aus dem Eishockeysport zurückzog. Egers verstarb Mitte September 2021 im Alter von 72 Jahren an den Folgen einer Lungenfibrose in seiner Wahlheimat Woodstock in der Provinz Ontario.

## Erfolge und Auszeichnungen
| - 1965 Sunderland-Cup-Gewinn mit den Kitchener Greenshirts - 1968 Bester Torschütze der OHA - 1968 OHA First All-Star Team - 1970 Adams-Cup-Gewinn mit den Omaha Knights - 1970 CHL Leading Top Scorer | - 1970 Bester Torschütze der CHL - 1970 CHL First All-Star Team - 1977 Allan-Cup-Gewinn mit den Brantford Alexanders - 1977 Allan Cup Most Valuable Player |

## Karrierestatistik
(Legende zur Spielerstatistik: Sp oder GP = absolvierte Spiele; T oder G = erzielte Tore; V oder A = erzielte Assists; Pkt oder Pts = erzielte Scorerpunkte; SM oder PIM = erhaltene Strafminuten; +/− = Plus/Minus-Bilanz; PP = erzielte Überzahltore; SH = erzielte Unterzahltore; GW = erzielte Siegtore; 1 Play-downs/Relegation; Kursiv: Statistik nicht vollständig)